# Grammatobothus
Grammatobothus is een geslacht van straalvinnige vissen uit de familie van de botachtigen (Bothidae).

## Soorten
- Grammatobothus krempfi Chabanaud, 1929
- Grammatobothus pennatus (Ogilby, 1913)
- Grammatobothus polyophthalmus (Bleeker, 1865)